# Марков, Борис Васильевич
Бори́с Васи́льевич Ма́рков (1 июля 1946, д. Звоз, Кирилловский район, Вологодская область — 13 августа 2023, там же) — советский и российский философ

, специалист в области философской и культурной антропологии, методологии и теории познания. Заведующий кафедрой философской антропологии Института философии СПбГУ. Доктор философских наук (1987), профессор (1989), заслуженный деятель науки Российской Федерации (2007).

## Биография
Родился 1 июля 1946 года в деревне Звоз Вологодской области.
В 1971 году окончил философский факультет, а в 1974 году — аспирантуру Ленинградского государственного университета. Преподаёт с 1974 года.
В 1974 году под научным руководством доктора философских наук, профессора М. С. Козловой защитил диссертации на соискание учёной степени кандидата философских наук по теме «Методы оценки познавательного значения научных гипотез: (Гносеологический анализ)» (специальность 09.00.01 — «диалектический и исторический материализм»).
В 1987 году защитил диссертацию на соискание учёной степени доктора философских наук по теме «Проблема обоснования и проверяемости теоретического знания» (специальность 09.00.01 — «диалектический и исторический материализм»).
В 1989 году присвоено учёное звание профессора.
Профессор и заведующий кафедрой онтологии и теории познания (1989—1994), философской антропологии (с 1993 года) философского факультета СПбГУ.
Член редакционной коллегии «Журнала Сибирского федерального университета. Серия: Гуманитарные науки».
Автор более 200 статей и четырех монографий.
Область интересов: онтология, философия языка, философская антропология. Автор более 200 статей и семи монографий.
Умер 13 августа 2023 года на своей малой родине, в деревне Звоз Вологодской области. Похоронен в трёх километрах от этой деревни на деревенском кладбище в селе Горицы.

## Научная деятельность
В своих первых научных работах и курсах лекций Борис Марков занимался вопросами методологии науки и теории познания. Сочетая разнообразные критерии оценки познавательного значения им была предложена действенная семиотическая модель проверяемости научного познания. В последующие годы интересуясь историей науки Марков осуществил, социокультурными нормами рациональности, дополнение списка логико-эпистемологических критериев. В 1990 году опираясь на методы герменевтики, психоанализа или феноменологии он начал изучать историю соотношения человеческой телесности и духовности. В дальнейшем увлечение историей развития цивилизации нашло своё отражение в исследовании структур повседневности. Им было выяснено, что антропогенное воздействие архитектуры, власти, дисциплинарных пространств, массового искусства, социальных институтов, техники и труда на повседневность осуществляется иначе, чем в мире идей. Наряду с «пониманием» Марков также указал на прочие формы опыта признания «другого». В первую очередь на такие, как складывающаяся благодаря повторению привычка. В дальнейшем Марков перешёл к изучению техники самосознания и «заботы о себе», практикам коммуникации и понимания, рациональности и моральному сознанию, которые понимаются как способы повышения самодисциплины и самоконтроля человека, живущего в неком культурном пространстве. Современность, под которой Марков понимает «место истины», определяет им утрачивание человеком зависимости от «почвы и крови», как некая глобализация виртуальной реальности, имеющая транскультурную и транснациональную сущность и уже никак не направляются государством. И значительной является цена, которую человек платит за подобную «эмансипацию», поэтому философия обязана заниматься поиском новых форм противодействия впадения человека в животное состояние.

## Награды
- Заслуженный деятель науки Российской Федерации (2007).

## Научные труды

### Монографии
- Методология «Капитала» К. Маркса и современная наука / Б. В. Марков, Ф. Ф. Вяккерев, В. М. Кошев и др.] ; Под ред. Ф. Ф. Вяккерева. — Л.: Изд-во ЛГУ, 1984. — 208 с.
- Марков Б. В. Разум и сердце: история и теория менталитета. — СПб.: Изд-во С.-Петербург. ун-та, 1993. — 231 с. — ISBN 5-288-01122-2.
- Сердце и разум: история и теория менталитета. СПб., 1995.
- История современной зарубежной философии. (В соавторстве.) СПб., 1995
- Наука и альтернативные формы знания. СПб., 1995.
- Очерки социальной антропологии. СПб., 1995.
- Стратегии ориентации в постсовременности. (В соавторстве.) СПб., 1996
- Философия и ориентирование человека в мире
- Ориентирование на краях порядков
- Марков Б. В. Философская антропология : Очерки истории и теории: Учебное пособие для студентов и аспирантов гуманитарных специальностей. — СПб.: Лань, 1997. — 381 с. — ISBN 5-86617-052-3.
- Марков Б. В. Храм и рынок. Человек в пространстве культуры. — СПб.: Алетейя, 1999. — 296 с. — ISBN 5-89329-141-7.
- Марков Б. В. Знаки бытия. — СПб.: Наука, 2001. — 567 с. — (Слово о сущем). — ISBN 5-02-026823-2.
- Марков Б. В. Философия: Учебное пособие / С.-Петерб. гос. ун-т, Смол. ин-т свобод. искусств и наук. — СПб.: Бельведер. — 347 с. — ISBN 5-9259-0033-2.
- Философская антропология: Очерк истории / Б. В. Марков, А. А. Морев, Г. Е. Сергиевская и др.; Под ред. Б. В. Маркова, А. Н. Исакова; С.-Петерб. гос. ун-т. — СПб.: Изд-во СПбГУ, 2003. — 383 с. — ISBN 5-288-03229-7.
- Марков Б. В. Человек, государство и Бог в философии Ницше. — СПб.: Русский остров: Владимир Даль, 2005. — 787 с. — (Мировая Ницшеана : МН). — ISBN 5-93615-031-3.
- Марков Б. В. Понятие политического. — М.: РОССПЭН, 2007. — 142 с. — (Россия. В поисках себя…). — ISBN 5-8243-0801-2.
- Марков Б. В. Философская антропология: учебное пособие для студентов высших учебных заведений, обучающихся по направлению подготовки ВПО 030100 "Философия". — 2-е изд. — СПб.: Питер, 2008. — 349 с. — (Учебное пособие). — ISBN 978-5-469-01526-0.
- Марков Б. В. Культура повседневности : учебное пособие для студентов высших учебных заведений, обучающихся по специальности 031401. 65 "Культурология". — СПб.: Питер, 2008. — 352 с. — (Учебное пособие). — ISBN 978-5-91180-180-9.
- Марков Б. В. Философия: исторические типы философии, основные направления и проблемы современной философии, философия и методология науки: учебник по направлению подготовки 032200 "Прикладная этика". — СПб.: Питер, 2009. — 426 с. — (Учебник для вузов). — ISBN 978-5-388-00695-0.
  - Марков Б. В. Философия: для бакалавров и специалистов : учебник по направлению подготовки 032200 "Прикладная этика". — М.: Питер, 2012. — (Учебник для вузов. Стандарт третьего поколения). — ISBN 978-5-4237-0139-0.
  - Марков Б. В. Философия: для бакалавров и специалистов : учебник по направлению подготовки 032200 "Прикладная этика". — Питер, 2013. — 426 с. — (Учебник для вузов. Стандарт третьего поколения). — ISBN 978-5-496-00096-3.
  - Марков Б. В. Философия [Текст] : для бакалавров и специалистов : учебник по направлению подготовки 032200 "Прикладная этика". — СПб.: Питер, 2014. — 426 с. — (Учебник для вузов. Стандарт третьего поколения). — ISBN 978-5-496-00096-3.
- Марков Б. В. Люди и знаки. Антропология межличностной коммуникации. — Наука, 2011. — 668 с. — (Слово о сущем; Т. 98). — ISBN 978-5-02-025466-4.
- Марков Б. В., Щавелев С. П. Критика тоталитарного опыта / Гос. образовательное учреждение высш. проф. образования "Курский гос. мед. ун-т" М-ва здравоохранения и социального развития Российской Федерации. — Курск: Изд-во Курского гос. мед. ун-та, 2011. — 159 с. — ISBN 978-5-7487-1478-5.
  - Марков Б. В., Щавелев С. П. Критика тоталитарного опыта / Б. В. Марков ; Гос. образовательное учреждение высш. проф. образования "Курский гос. мед. ун-т М-ва здравоохранения и социального развития России". — 2-е изд., стер.. — М.: Флинта, 2011. — 159 с. — ISBN 978-5-9765-1147-7.
- Липский Б. И., Марков Б. В. Философия: учебник для студентов высших учебных заведений. — Юрайт, 2012. — 495 с. — (Учебно-методическое объединение рекомендует). — ISBN 978-5-9916-1684-3.
  - Липский Б. И., Марков Б. В. Философия: учебник для бакалавров и для студентов высших учебных заведений. — М.: Юрайт, 2012. — 495 с. — (Бакалавр. Базовый курс). — ISBN 978-5-9916-1838-0.
  - Липский Б. И., Марков Б. В. Философия : учебник для бакалавров : для студентов высших учебных заведений. — М.: Юрайт, 2013. — 508 с. — (Бакалавр. Базовый курс / Санкт-Петербургский гос. ун-т). — ISBN 978-5-9916-2445-9.
  - Липский Б. И., Марков Б. В. Философия: учебник для академического бакалавриата : для студентов высших учебных заведений. — 2-е изд., перераб. и доп. — М.: Юрайт, 2015. — (508). — Бакалавр. Академический курс / Санкт-Петербургский гос. ун-т экз. — ISBN 978-5-9916-4580-5.
- Ю. В. Перов: философия жизни и жизнь в философии: книга воспоминаний / Санкт-Петербургский гос. ун-т, Философский фак. ; сост. Б. В. Марков, А. А. Липская; отв. ред. Б. В. Марков. — СПб.: С.- Петербургский гос. ун-т, 2012. — 233 с. — (История науки). — ISBN 978-5-288-05344-3.
- Марков Б. В. Человек в условиях современности. — СПб.: Филологический фак. СПбГУ : Фак. свободных искусств и наук СПбГУ, 2013. — 430 с. — ISBN 978-5-8465-1311-2.
- Вспоминая философский факультет...: сборник / Санкт-Петербургский гос. ун-т, Санкт-Петербургское филос. о-во ; сост. Б. В. Марков, А. В. Малинов. — СПб.: Санкт-Петербургское философское общество, 2015. — 464 с. — 300 экз. — ISBN 978-5-93597-116-8.

### Статьи
на русском языке
- Манько Ю. В., Марков Б. В., Солонин Ю. Н. Научное познание как проблема философского анализа // Философские проблемы научного познания и творчества. — СПб., 1996. — С. 9—38.
- Марков Б. В. Разум и история // Метафизические исследования. Выпуск 3. История. Альманах Лаборатории Метафизических Исследований при философском факультете СПбГУ. — 1997. — С. 9—27.
- Марков Б. В. Мёртвое и живое // Фигуры Танатоса: Искусство умирания. Сб. статей / Под ред. А. В. Демичева, М. С. Уварова. — СПб.: Издательство СПбГУ, 1998. — С. 136—152.
- Марков Б. В. Является ли понятие жизни актуальным для культурной антропологии // Культурология как она есть. — СПб., 1998.
- Марков Б. В. Человек в процессе цивилизации // Очерки социальной философии. — СПб., 1998.
- Марков Б. В. Теория в социальных науках // Социальная реальность и социальные теории. — СПб., 1998.
- Марков Б. В. От феноменологии сознания к аналитике телесного бытия // Очерки феноменологической философии. — СПб., 1998.
- Марков Б. В. О переживании // Очерки феноменологической философии. — СПб., 1998.
- Марков Б. В. Научное познание и процесс цивилизации // Наука и культура. — М., 1998.
- Марков Б. В. Другая свобода // Вестник Санкт-Петербургского государственного университета. — 1998. — Вып. 3.
- Марков Б. В. Понятие жизни в философской антропологии // Вестник Санкт-Петербургского государственного университета. — 1998. — Вып. 4.
- Марков Б. В. Виртуальная реальность: телекратия и развитие коммуникативной культуры // Человек. Философия. Гуманизм. — СПб., 1998. — Т. 9.
- Марков Б. В. Философская антропология и проблемы комплексного исследования человека // Человек. Философия. Гуманизм. — 1998. — Т. 9.
- Марков Б. В. Образование и искусство жизни // Новые технологии образования. — М., 1998.
- Марков Б. В. Социальная антропология // Социально-политический журнал. — 1998. — № 2.
- Марков Б. В. Герменевтика Dasein и деструкция онтологии у Хайдеггера // Герменевтика и деконструкция / Под ред. Штегмайера В., Франка Х., Маркова Б. В.. — СПб., 1999. — С. 10—33.
- Марков Б. В. Герменевтика и деконструкция / Под ред. Штегмайера В., Франка Х., Маркова Б. В.. — СПб., 1999. — С. 182—201.
- Марков Б. В. Светлое прошлое // Тугариновские чтения. Материалы научной сессии. Серия «Мыслители», выпуск 1. — СПб.: Санкт-Петербургское философское общество, 2000. — С. 51—61.
- Марков Б. В. Интернет и Демократия // Информация, коммуникация общество. — СПб., 2000.
- Марков Б. В. Критика морали Ф. Ницше. — СПб.: Наука и общество, 2000.
- Марков Б. В. Познание и жизнь // Основы теории познания. — СПб., 2000.
- Марков Б. В. На краях порядка. Философия протеста XX века // Труды по герменевтике. Вып. 1. — Одесса, 2000.
- Марков Б. В. Философия Ницше // Дарвин и Ницше сквозь призму 20 в.. — СПб., 2000.
- Марков Б. В. Экономический порядок и право в российской повседневности // Социальное рыночное хозяйство. — СПб., 2000.
- Марков Б. В. Истина и удовольствие // Философия пира. — СПб., 2000.
- Марков Б. В. Воображаемое, символическое, реальное // Социальное воображение. — СПб., 2000.
- Марков Б. В. Ницше и гуманизм // Вестник СПбГУ. — 2000.
- Марков Б. В. Россия и Европа: проблема идентичности // Ценности и отчуждение в культурно-цивилизационных процессах. — Великий Новгород, 2000.
- Марков Б. В. После оргии. Предисловие // Бодрийяр Ж. Америка. — СПб., 2000.
- Марков Б. В. Реквием сексуальному. Предисловие // Бодрийяр Ж. Забыть Фуко. — СПб., 2000.
- Марков Б. В. Мораль и разум. Послесловие // Хабермас Ю. Моральное сознание и коммуникативное действие. — СПб., 2000.
- Марков Б. В. Историческая антропология как составная часть интегрального знания о человеке // Человек в философии XX века. — СПб., 2000.
- Марков Б. В. Демократия и Интернет // Интернет и современное общество. — СПб., 2000.
- Марков Б. В. Справедливость, ирония и солидарность // Санкт-Петербургский университет. — 2000.
- Марков Б. В. Виртуальный город // Виртуальное пространство культуры. Материалы научной конференции 11–13 апреля 2000 г. Серия “Symposium”, выпуск 3. — СПб.: Санкт-Петербургское философское общество, 2000. — С. 136.
- Знаки бытия // Александр Сокуров на философском факультете / Сост. Е. Н. Устюгова, отв. ред. И. Ю. Ларионов. — СПб.: Санкт-Петербургское философское общество, 2001. — С. 74—83. — («Мыслители», выпуск 6).
- Марков Б. В. Интеллигенция и истина // Miscellanea humanitaria philosоphiae. Очерки по философии и культуре. К 60-летию профессора Юрия Никифоровича Солонина. Серия «Мыслители», выпуск 5. — СПб.: Санкт-Петербургское философское общество, 2001. — С. 135—144.
- Марков Б. В. Человек и глобализация мира // Отчуждение человека в перспективе глобализации мира. Сб. статей. Выпуск I / Под ред. Маркова Б. В., Солонина Ю. Н., Парцвания В. В.. — СПб.: Издательство «Петрополис».. — 2001. — С. 100—122.
- Марков Б. В. Хайдеггер и Ницше // Homo philosophans. Сборник к 60-летию профессора К. А. Сергеева. Серия «Мыслители», выпуск 12. — СПб.: Санкт-Петербургское философское общество, 2002. — С. 205—225.
- Марков Б. В. Проблема человека в эпоху масс-медиа // Перспективы человека в глобализирующемся мире / Под ред. В. В. Парцвания. — СПб.: Санкт-Петербургское философское общество, 2003. — С. 62—84.
- Марков Б. В. Два лица нации // «Россия и Грузия: диалог и родство культур» / Под ред. В. В. Парцвания. — СПб.: Санкт-Петербургское философское общество, 2003. — С. 219—231.
- Марков Б. В. Путешествие как признание другого // Путь Востока. Межкультурная коммуникация. Материалы VI Молодежной научной конференции по проблемам философии, религии, культуры Востока. Серия “Symposium”, выпуск 30. — СПб.: Санкт-Петербургское философское общество, 2003. — С. 186—196.
- Марков Б. В. Лицо: национальное и общечеловеческое // Человек: соотношение национального и общечеловеческого. Сб. материалов международного симпозиума (г. Зугдиди, Грузия, 19–20 мая 2004 г.) / Под ред. В. В. Парцвания. — Санкт-Петербургское философское общество, 2004. — С. 171—186.
- Марков Б. В. Трансформация представлений о теле и душе в современной культуре // Культурное наследие: от прошлого — к будущему. — М., СПб.: Новый хронограф, Эйдос, 2009. — Т. 6 Фундаментальные проблемы культурологии. — С. 203—215.

на других языках
- Umfrage: hat freiheit zukunft? (нем.) // Berliner debatte initial. Zeitschrift fur sozialwissenschaftliche diskurs[нем.]. — 1998. — Nr. 4.
- Law and economic order in the structures of russian everyday life // The social market economy / ed. P. Koslowski. — Springer Science+Business Media, 1998.
- Andere Europa // Europaphilosophie. — Berlin: Walter de Gruyter, 2000.
- Nietzsche in Russland // Nietzsche-Studien. — 2000.

## Семья
Супруга — Ольга Юрьевна Маркова, доктор философских наук (1949—2016), преподавала в ЛЭТИ.
Дочь — Татьяна Борисовна Маркова (род. 1972), доктор философских наук, заведующая сектором библиотековедения научно-исследовательского отдела библиографии и библиотековедения Библиотеки Российской академии наук.
Два внука.